# الإسلام في صربيا

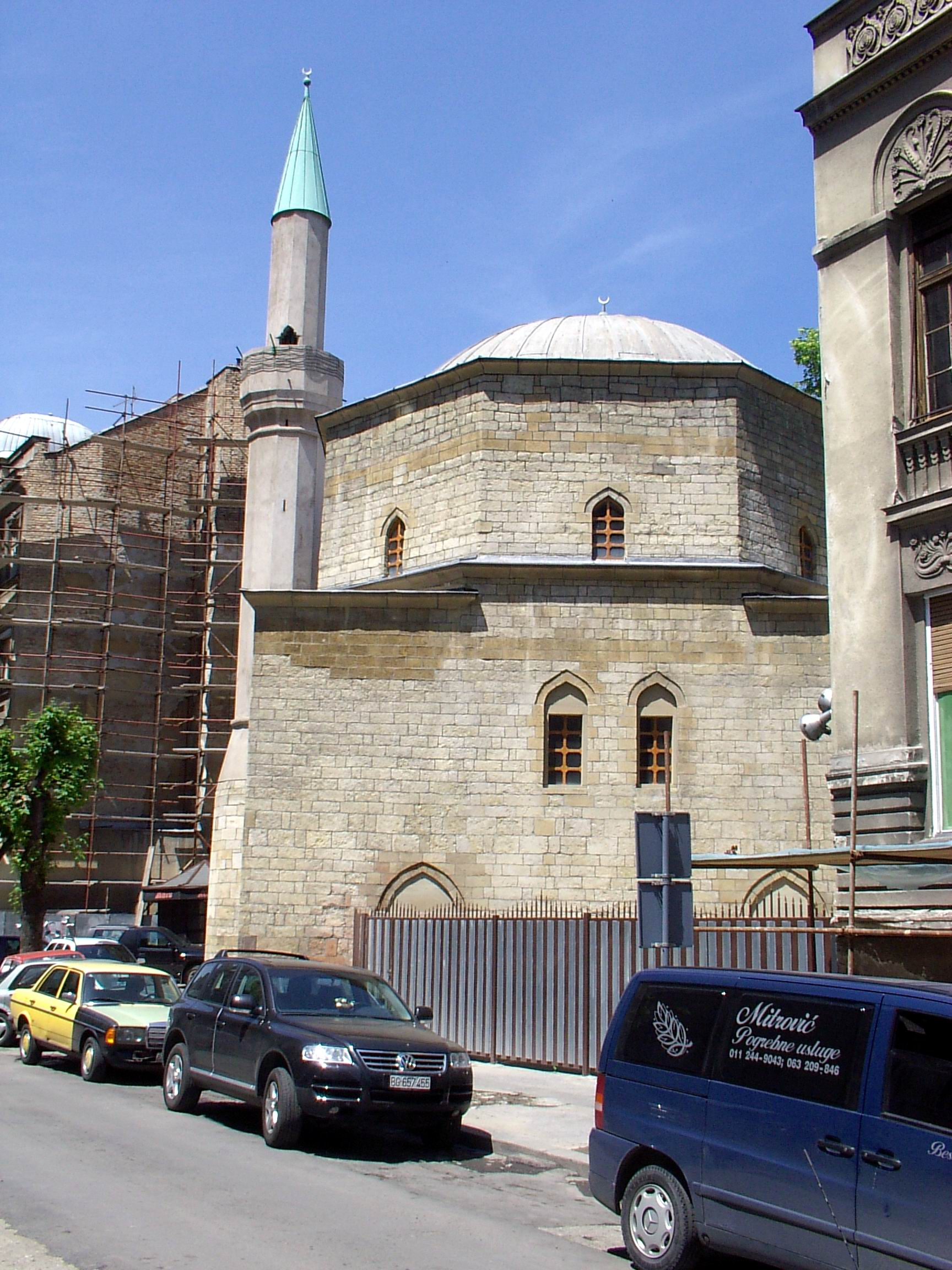
مسجد بجراكلي ببلغراد

الإسلام في صربيا يُعد الإسلام الديانة الثانية بعد المسيحية في صربيا. وتقدر نسبة المسلمين بـ 3.1% من سكان صربيا، وإذا احْتُسِبَ مسلمو كوسوفو (ذي الغالبية المسلمة والذي تعدّه صربيا جزءا منها) فإن النسبة سترتفع بكثير.
انتشر الإسلام في صربيا خلال خمسة قرون من الحكم العثماني. المسلمون في صربيا هم في الغالب من البوشناق والألبان وجزء صغير ولكن مهم من شعب الغجر وكذلك أفراد من المجموعات العرقية الأصغر من المسلمين والجوراني.

## التركيبة السكانية
وفقًا لتعداد عام 2011، كان هناك 228658 مسلم في صربيا (3.1% من إجمالي السكان). قاطع بعض البوشناق من منطقة السنجق التعداد، إذ دعا معمر زكورليك أحد قادة حزب العدل والمصالحة أتباعه إلى عدم المشاركة في التعداد. علاوة على ذلك، قاطع السكان الألبان في بلديات بريسيفو وبويانوفاك وميدفيديا الإحصاء أيضًا. وبالتالي، من المرجح أن يكون العدد الفعلي للمسلمين في صربيا أعلى بحوالي 50،000. يمكن العثور على أكبر تجمع للمسلمين في صربيا في بلديات نوفي بازار، توتين وسينيتشا في سنجق المنطقة، وفي بلديات بريسيفو وبويانوفاتش في وادي بريسيفو.
|          | تعداد عام 1921 | تعداد عام 1921 | تعداد 1991 | تعداد 1991 | تعداد 2002 | تعداد 2002 | تعداد 2011 | تعداد 2011 |
| العدد    | %              | العدد          | %          | العدد      | %          | العدد      | %          |            |
| -------- | -------------- | -------------- | ---------- | ---------- | ---------- | ---------- | ---------- | ---------- |
| المسلمون | 97672          | 2.23           | 224،120    | 2.89       | 239658     | 3.20       | 222،828    | 3.10       |

### المجموعات العرقية
- البوشناق والمسلمون حسب الجنسية، يعيش معظمهم في منطقة السنجق.
- الألبان، ومعظمهم يعيشون في منطقة وادي بريشيفو.
- الروما، بما في ذلك المجموعات الناطقة بالصربية من جنوب صربيا وكذلك المجموعات الناطقة بالألبانية.
- غوراني، المجموعة العرقية السلافية.
- يشكل الصرب الأصليون 0.04% فقط من إجمالي سكان صربيا.[3]

### التوزيع الجغرافي
بلدية نوفي بازار هي موطن لأكبر عدد من السكان المسلمين في صربيا، حيث يبلغ عدد المسلمين فيها 82.710 من أصل 100410 نسمة (82% من سكانها). بلدية توتين لديها أعلى نسبة من المسلمين في صربيا، حيث يمثل المسلمون حوالي 94% من سكانها. تضم بلدية أيضًا عددًا كبيرًا جدًا من السكان المسلمين (79%)، تليها بلدية بريبولييه [الإنجليزية] التي يشكل المسلمون (45%) من سكانها. قاطع معظم الألبان، الذين ينتمون إلى العقيدة الإسلامية، الذين يعيشون في بريسيفو وبويانوفاك وميدفيتسا تعداد عام 2011، لكن الإحصاءات من تعداد عام 2002 تظهر أن المسلمين يشكلون أغلبية في تلك البلديات بنسبة 89% و55% على التوالي وفي ميدفيتسا حوالي 29% من السكان.
| البلدية                               | التعداد (2011) | عدد المسلمين | %     |
| ------------------------------------- | -------------- | ------------ | ----- |
| نوفي بازار                            | 100,410        | 82,710       | 82.4% |
| بلغراد                                | 1,659,440      | 31,914       | 1.9%  |
| توتين                                 | 31,155         | 29,220       | 93.8% |
| سينيتسا                               | 26,392         | 20,906       | 79.2% |
| بريبولييه                             | 37,059         | 16,562       | 44.7% |
| بريبوي                                | 27,133         | 5,793        | 21.4% |
| نوفي ساد                              | 307,760        | 4,601        | 1.5%  |
| بويانوفاتس (قاطعته الأقلية الألبانية) | 18,067         | 4,137        | 22.9% |
| بوشاريفاتس                            | 75,334         | 2,817        | 3.7%  |
| سوبتيتسا                              | 141,554        | 2,756        | 1.9%  |
| نيش                                   | 260,237        | 2,486        | 1.0%  |
| سميديريفو                             | 108,209        | 1,670        | 1.5%  |
| زرنيانين                              | 123,362        | 1,391        | 1.1%  |
| نوفا فاروش                            | 16,638         | 1,384        | 8.3%  |
| بيوتشين                               | 15,726         | 1,374        | 8.7%  |
| بور                                   | 48,615         | 1,338        | 2.8%  |
| بانتشيفو                              | 123,414        | 769          | 0.6%  |
| شاباتس                                | 115,884        | 760          | 0.7%  |
| وزنيتسا                               | 79,327         | 724          | 0.9%  |
| كراغوييفاتس                           | 179,417        | 665          | 0.4%  |
| بريشيفو (قاطعته الأقلية الألبانية)    | 3,080          | 593          | 19.3% |
| مدفيدا (قاطعته الأقلية الألبانية)     | 7,438          | 581          | 7.8%  |
| كرالييفو                              | 125,488        | 532          | 0.4%  |
| مالي زفورنيك                          | 12,482         | 472          | 3.8%  |
| بروكوبلي                              | 44,419         | 299          | 0.7%  |
| فرشاتس                                | 52,026         | 253          | 0.5%  |
| كروشيفاتس                             | 128,752        | 243          | 0.2%  |
| سريمسكا ميتروفيتسا                    | 79,940         | 240          | 0.3%  |
| مالي إيدوش                            | 12,031         | 232          | 1.9%  |
| كروباني                               | 17,295         | 229          | 1.3%  |
| بيتشي                                 | 37,351         | 206          | 0.6%  |
| باتش                                  | 14,405         | 198          | 1.4%  |
| سومبور                                | 85,903         | 193          | 0.2%  |
| صربيا (المجموع)                       | 7,186,862      | 222,828      | 3.1%  |

## المنظمات
يتم تنظيم أتباع الإسلام في صربيا في هيئتين منفصلتين: الجماعة الإسلامية في صربيا التابعة للجالية الإسلامية في البوسنة والهرسك، والجماعة الإسلامية في صربيا التي تأسست في عام 2007 والتي تعود أصولها إلى إمارة صربيا. في عام 2012 نشر المفتي مصطفى سيريتش من البوسنة فتوى ضد آدم زلكيتش، زعيم الجماعة الإسلامية في صربيا، وصنف أفعاله على أنها مسجد الضرار.

## هجرة المسلمين إلى صربيا

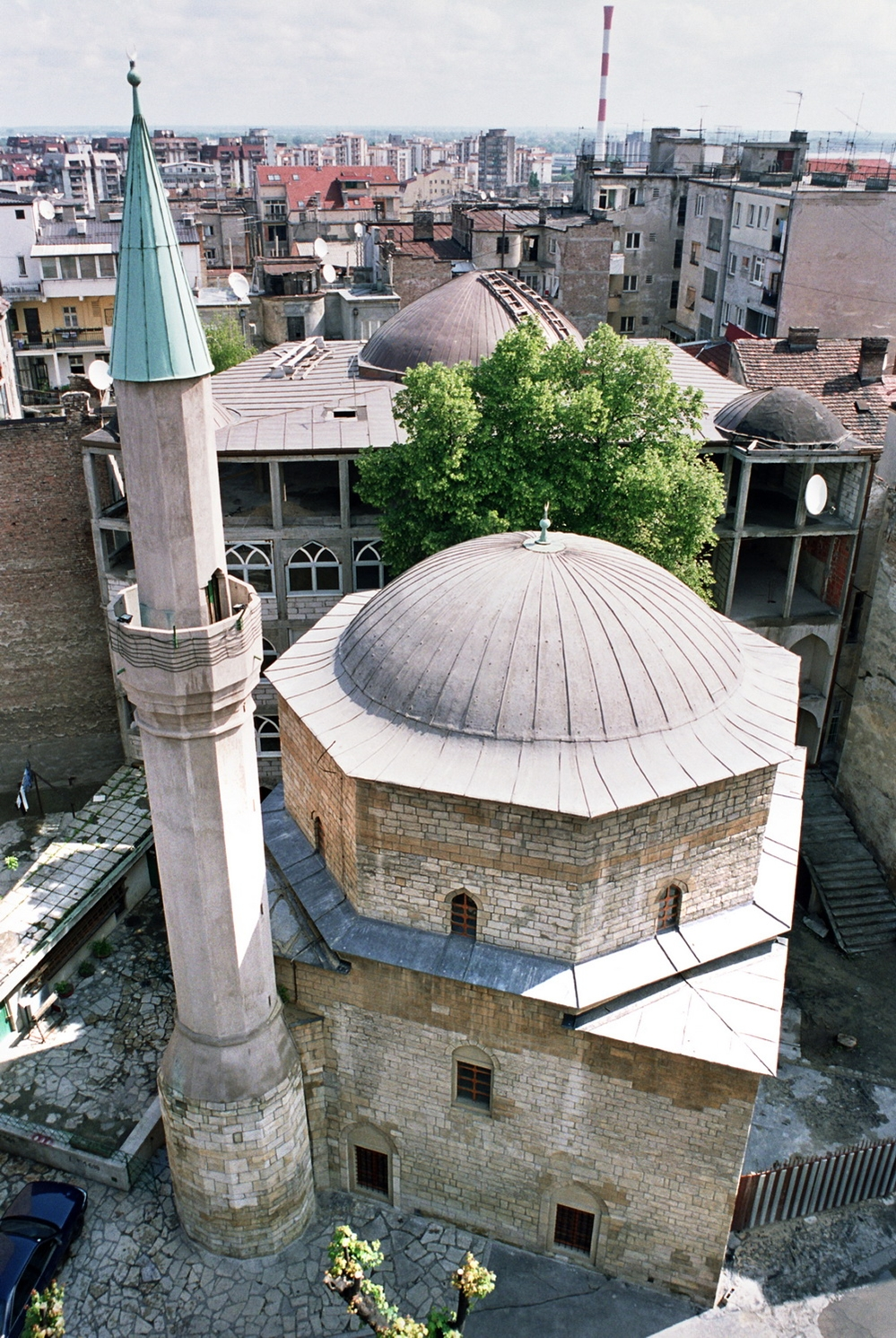
مسجد بجراكلي، بلغراد

قبل تمرد صربين في صربيا، شكل المسلمون بضعة آلاف. بعد انسحاب العثمانين من صربيا، سجلت عمليات تخريب للمنشآت الدينية الإسلامية إضافة لهجرة على نطاق واسع للسكان المسلمين (والذين كان غالبيتهم صرب) خوفا على أنفسهم. مدينة بلغراد التي كانت تحتضن حوالي 270 مسجد لم يبق منها سوى مسجد بجراكلي. كما تم تدمير المساجد في مدن صربيا الكبرى : 34 مسجد بـ Uzice و 24 مسجد بـ Smederevo...
في المؤتمر الدولي الذي عقد بـ كنليدزي (Kanlidži) بالبسفور في 22 نوفمبر 1862، تقرر تصفية المسلمين الصرب.
ومن جهة أخرى، فإن العديد من مسلمي صربيا غادروا باتجاه تركيا باعتبارها البلد الأم. يقدر اليوم بالملايين عدد الأتراك من أصول جاءت من سنجق (Sandjak). فحسب جمعية Inat فإن تركيا تضم خوالي 8 ملايين مسلم من أصل صربي، حافظ الكثير منهم بعلاقتهم بصربيا.

## معرض الصور

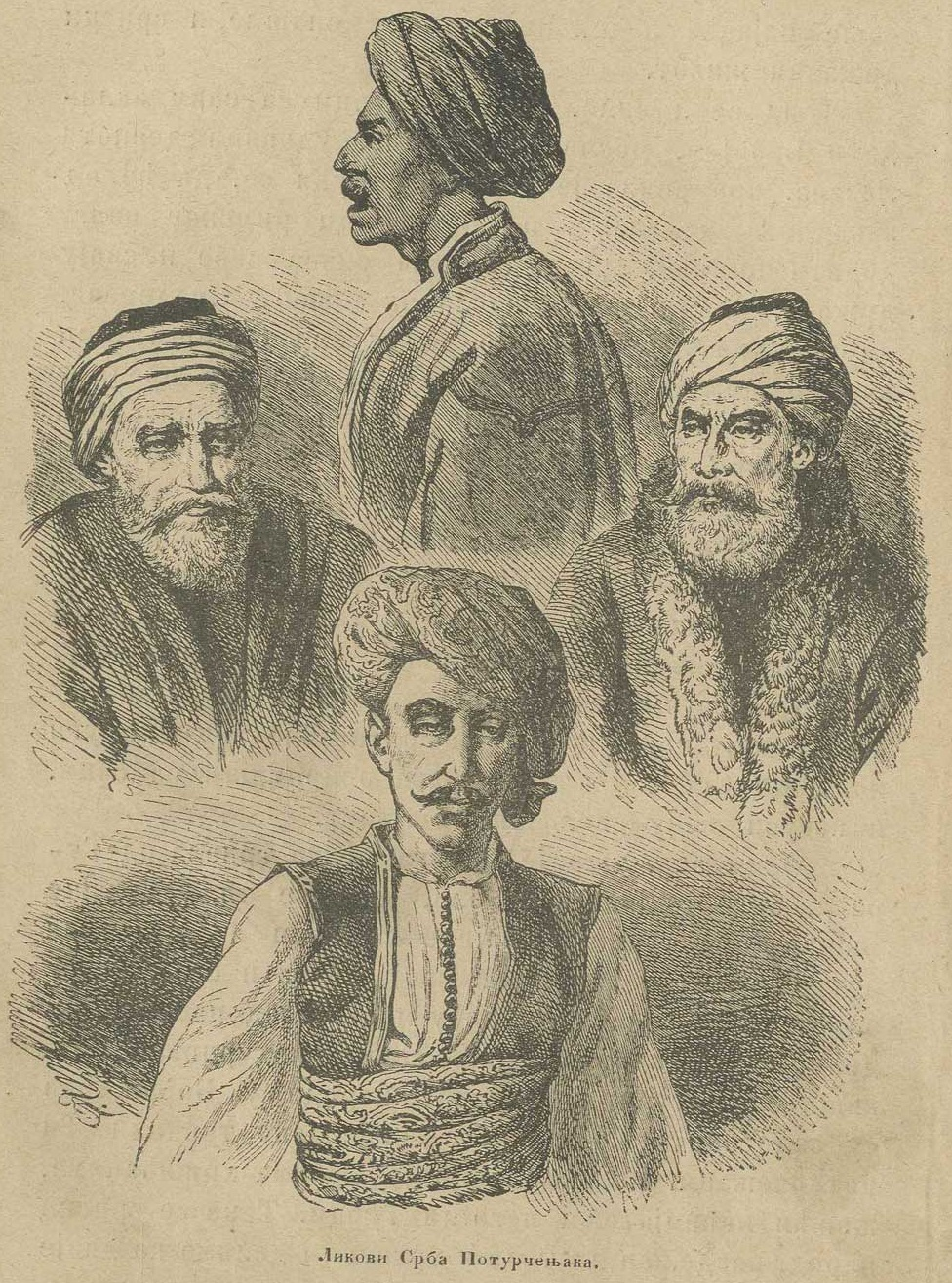
اسكتشات لمسلمي الصرب العاديين.
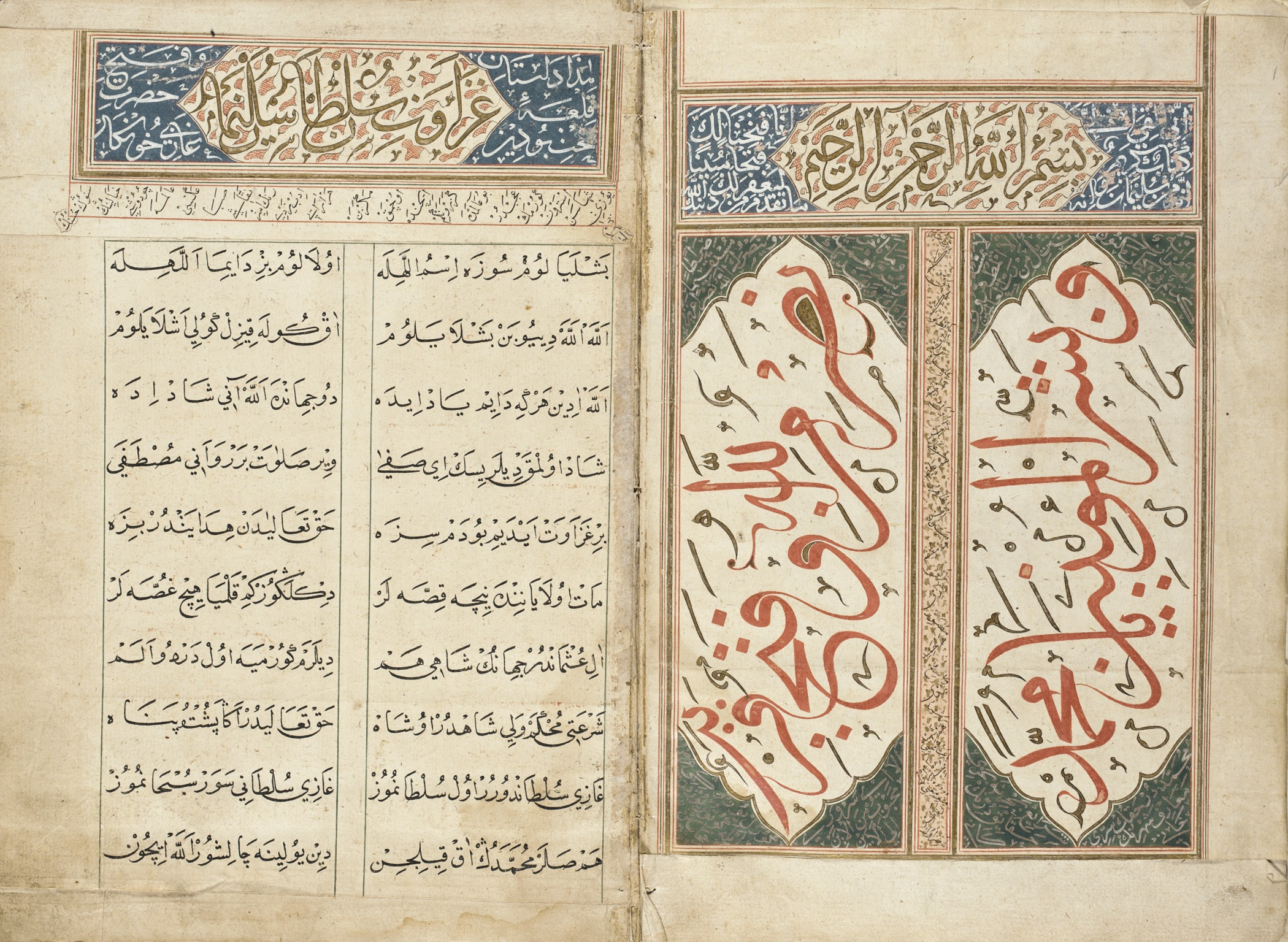
مخطوطة عثمانية من سميديريفو، 1526.
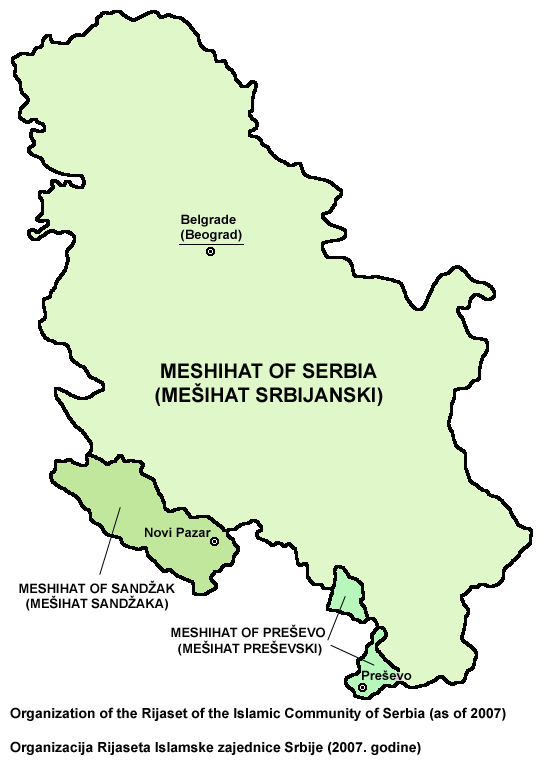
منظمة ريجاست للجالية الإسلامية في صربيا (اعتبارًا من 2007).
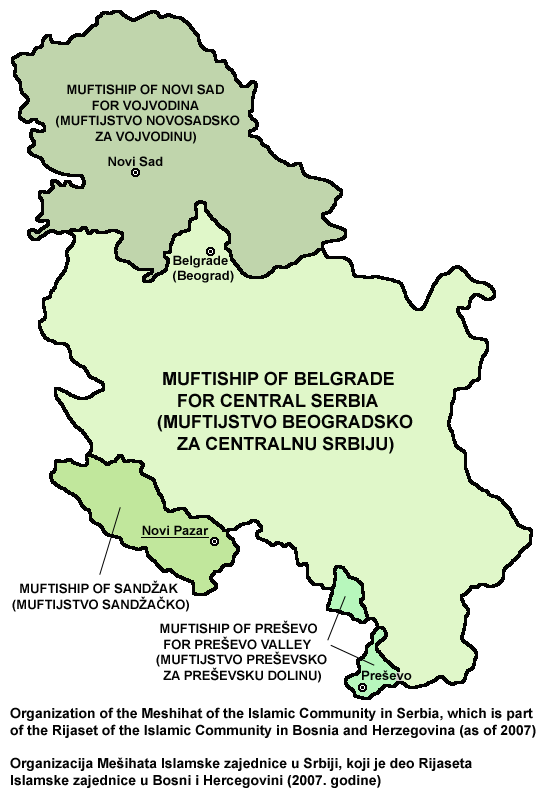
منظمة مشحات الجالية الإسلامية في صربيا ، وهي جزء من ريجاست للجالية الإسلامية في البوسنة والهرسك (اعتبارًا من 2007).
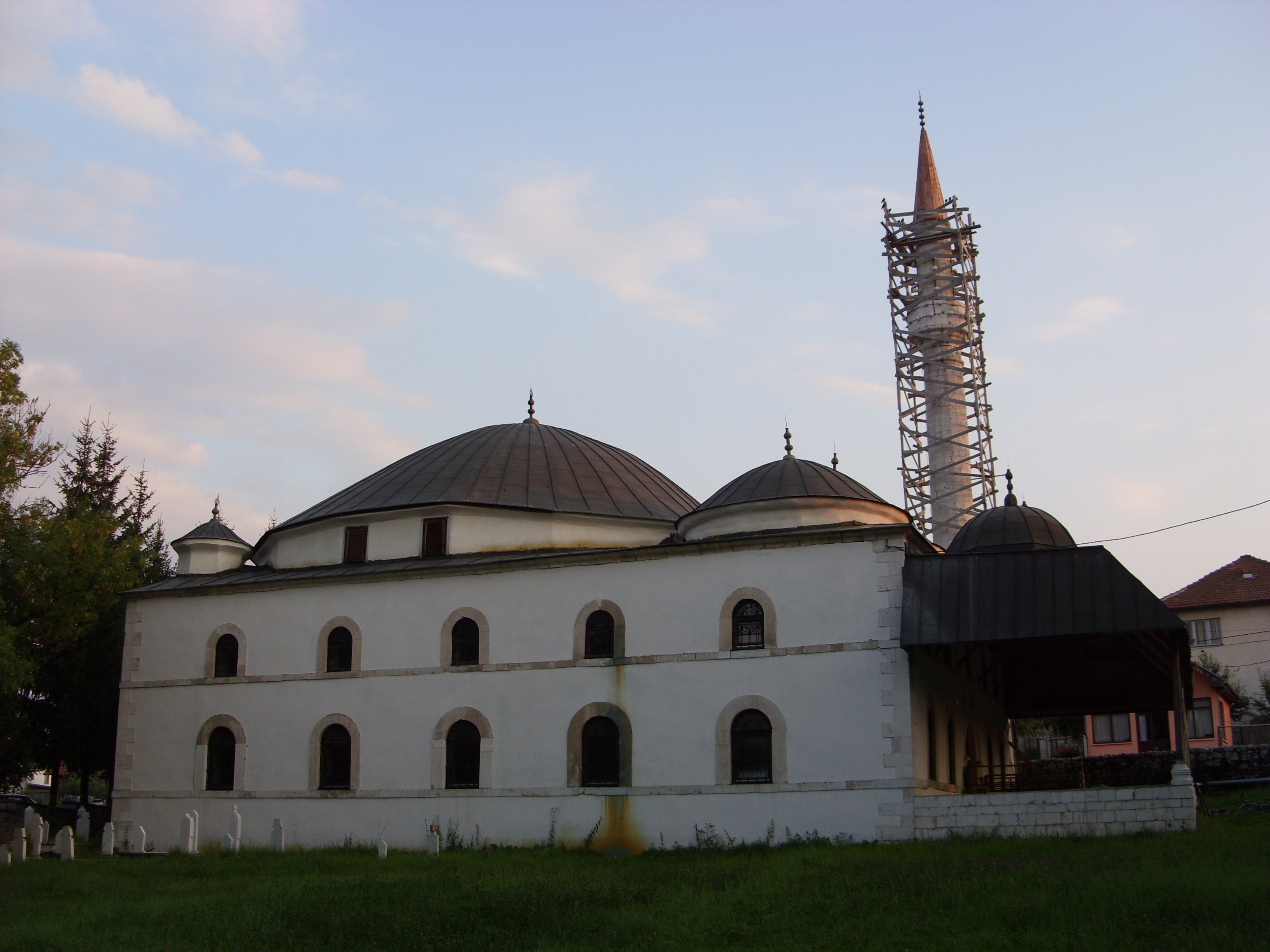
مسجد في سينيتسا.
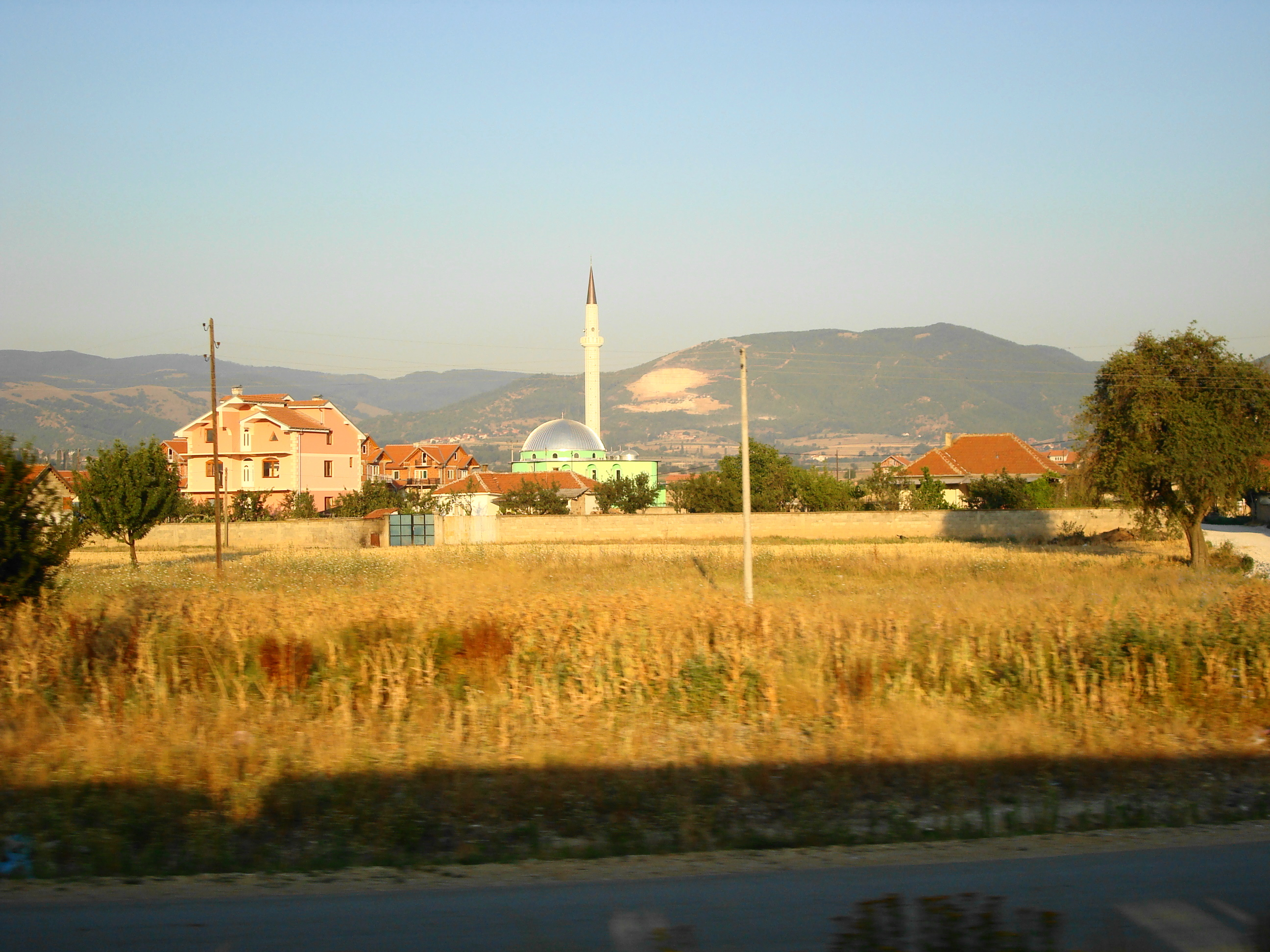
مسجد في بريشيفو.